# Eric Jacob Arrhén von Kapfelmann
Eric Jacob Arrhén von Kapfelmann, född 21 oktober 1790 i Västervik, död 23 maj 1851 i Adolf Fredriks församling, Stockholms stad, var en svensk director musices och tonsättare. 

## Biografi
von Kapfelman, som tillhörde Linköpingssläkten Arrhenius, ägnade sig först åt ämbetsmannabanan men blev musiklärare vid Krigsskolan på Karlberg 1824 och avlade 1833 musikdirektörsexamen. Han invaldes som ledamot 293 av Kungliga Musikaliska Akademien den 27 maj 1841. Bland hans tonsättningar märks manskvartetter, solosånger, kyrkomusik, musik till skådespel och en stor symfoni. Förutom hans populära Vårsång, första gången framförd vid Uppsalastudenternas vårhyllning 30 april 1823, gjorde han även arrangemanget till Otto Edvard Westermarks tonsättning av Tegnérs Kung Karl, den unga hjälte.

## Kompositioner i urval
- Vårsång (Våren är kommen)